# 國民擲彈兵

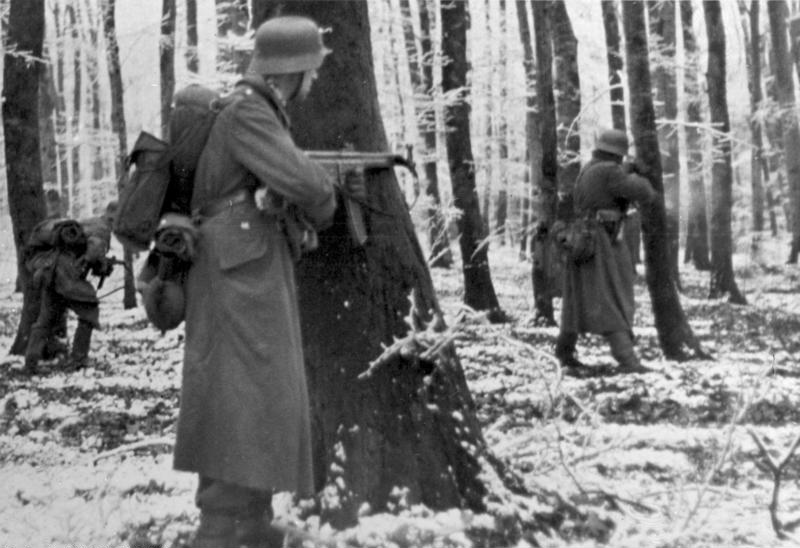
裝備StG 44突擊步槍的國民擲彈兵，攝於阿登

國民擲彈兵（德語：Volksgrenadier）是一種於1944年秋季後成立的德意志國防軍陸軍兵種，其出現主要是為了因應在巴格拉基昂行動中被殲滅的中央集團軍及在諾曼第損失的第5装甲集团军所造成的兵力空缺。「國民擲彈兵」這個名稱是為了建立部隊士氣而取的，語感上類似於中文的「平民英雄」：「國民」與當時德國國內的民族主義相呼應，而「擲彈兵」則是軍事傳統中的菁英兵種。納粹德國於戰爭後期共成立了78支國民擲彈兵師。值得注意的是，國民擲彈兵不應與國民突擊隊混淆，兩者是截然不同的組織。

## 歷史與組織
德意志國防軍於1944年中後期在戰略上的失敗造成大量兵力損失，因此亟需大量能夠執行防守任務的步兵單位來填補空缺。由於國民擲彈兵師的組成人數較少，又能快速建立並送往戰線，因此能符合德軍的需求。國民擲彈兵也更廣泛地裝備衝鋒槍及輕型自動武器，因此比正規的陸軍部隊更依賴近距離作戰，遠程火力則相對不足。國民擲彈兵也使用如StG 44突擊步槍等「奇蹟武器」，以及能大量生產的單發式「鐵拳」反戰車榴彈發射器。
國民擲彈兵部隊的骨幹通常是擁有作戰經驗的戰場老兵、士官或軍官，餘下部隊則以大量因縮編而「失業的」納粹德國海軍與空軍人員充數，有些部隊也會以補充兵、自醫院返回戰場的傷兵、被解散部隊的殘部，或是承平時期被認為非役齡（逾越役齡與未達役齡）而未被徵召的國民組成。

## 戰役

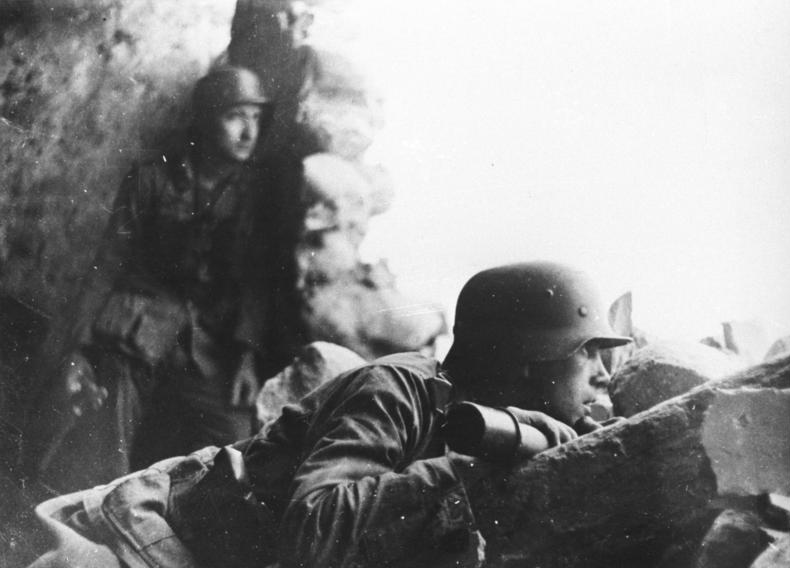
於義大利戰線上作戰的國民擲彈兵（攝於1944年10月間）

國民擲彈兵師參與了守望萊茵河作戰、齊格菲防線保衛戰、東線戰事，以及納粹德國的最後幾場戰役。國民擲彈兵師的作戰表現參差不齊，有些部隊戰績彪炳，頑強抵抗敵軍的進攻；其他部隊則在沒有接受足夠訓練的情況下便被投入戰鬥，因此戰鬥表現相當拙劣。部分國民擲彈兵師，尤其是那些以「失業的」德意志國防軍人員組成的部隊，經常表現出高昂的作戰意志及士氣，並進而對敵軍部隊造成不小的震撼，其戰鬥效率也往往十分出色；這在歐洲戰事的最後8到10個月內（約1944年10月至1945年5月間）為第三帝國帶來相當正面的影響。

## 建成師
- 第6師
- 第9師
- 第12師
- 第16師
- 第18師
- 第19師（英语：第19th Grenadier Division (Wehrmacht)）
- 第22師
- 第26師
- 第31師
- 第36師
- 第45師
- 第46師
- 第47師（英语：47th Volksgrenadier Division (Wehrmacht)）
- 第61師
- 第62師
- 第78師
- 第79師
- 第98師
- 第167師
- 第183師（英语：183rd Volksgrenadier Division (Wehrmacht)）
- 第211師
- 第212師
- 第246師
- 第256師
- 第257師
- 第271師（德语：271. Volksgrenadier-Division）
- 第272師
- 第276師
- 第277師（英语：277. Volksgrenadier-Division）
- 第278師
- 第320師
- 第326師
- 第334師
- 第337師
- 第340師
- 第347師
- 第349師
- 第352師
- 第361師
- 第363師
- 第462師
- 第541師
- 第542師
- 第544師
- 第545師
- 第547師
- 第548師
- 第549師
- 第551師
- 第553師
- 第558師
- 第559師
- 第560師
- 第561師
- 第562師（英语：第562nd Grenadier Division (Wehrmacht)）
- 第563師（德语：第563. Grenadier-Division）
- 第564師
- 第565師（波兰语：565 Dywizja Grenadierów Ludowych）
- 第566師（德语：566. Volksgrenadier-Division）
- 第567師（德语：567. Volksgrenadier-Division）
- 第568師（德语：568. Volksgrenadier-Division）
- 第569師（德语：569. Volksgrenadier-Division）
- 第570師（法语：570e Volksgrenadier Division）
- 第571師（德语：571. Volksgrenadier-Division）
- 第572師（德语：572. Volksgrenadier-Division）
- 第573師（德语：573. Volksgrenadier-Division）
- 第574師
- 第575師（德语：575. Volksgrenadier-Division）
- 第576師（德语：576. Volksgrenadier-Division）
- 第577師（德语：577. Volksgrenadier-Division）
- 第578師
- 第579師（德语：579. Volksgrenadier-Division）
- 第580師（德语：580. Volksgrenadier-Division）
- 第581師（德语：581. Volksgrenadier-Division）
- 第582師（德语：582. Volksgrenadier-Division）
- 第583師（德语：583. Volksgrenadier-Division）
- 第584師（德语：584. Volksgrenadier-Division）
- 第585師（德语：585. Volksgrenadier-Division）
- 第586師（德语：586. Volksgrenadier-Division）
- 第587師（德语：587. Volksgrenadier-Division）
- 第588師（德语：588. Volksgrenadier-Division）
- 第708師（英语：708th Volksgrenadier Division）